# Крицкий, Михаил Львович
Михаил Львович Крицкий (1868—не ранее 1931) — русский архитектор. Автор ряда зданий в Санкт-Петербурге.

## Биография
Родился в 1868 году. Ученик Академии художеств с 1890 года. В 1895 году окончил курс наук. В 1897 году удостоен звания художника-архитектора за проект «театра».
Работал в Ведомстве учреждений императрицы Марии. С 1905 года — Архитектор Елизаветинского и Патриотического институтов (1905—1915). Делопроизводитель Строительного комитета при Русском музее императора Александра III. После революции 1917 года работал в Петрогубсовете. 
Коллежский асессор. Имел награды: орден Святого Станислава 3-й степени (1909), Орден Святой Анны 3-й степени (1912). Действительный член Петербургского общества архитекторов (с 1900).
Проживал в Петербурге по адресу: улица Жуковского, 38 (1902—1905); улица Жуковского, 38 (1905—1914); 6-я Советская улица, 33 (1914—1917); Инженерная улица, 4 (1922—1931).

## Проекты и постройки

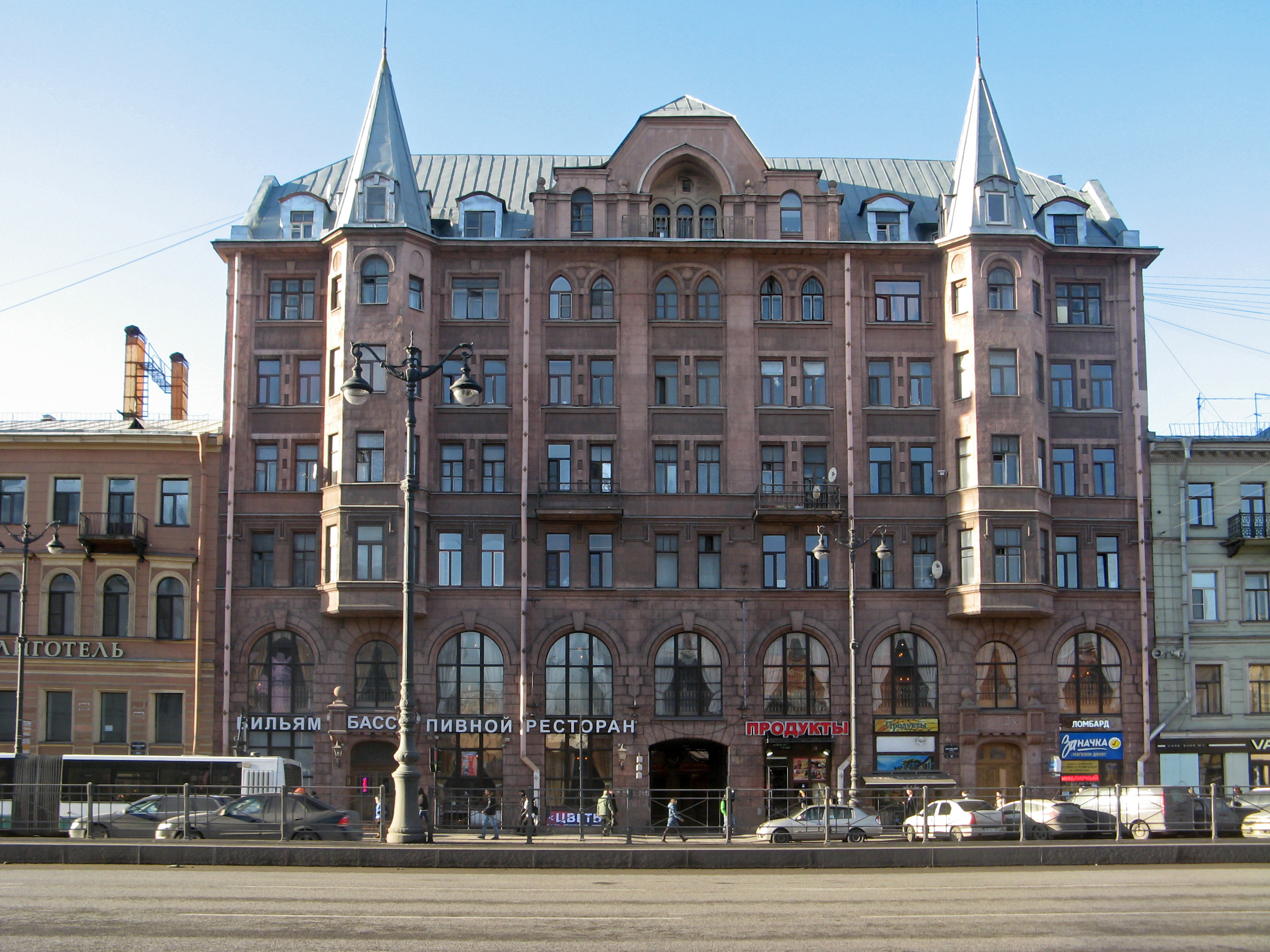
Дом меблированных комнат А. И. Андреевой. Лиговский проспект, 53 (1911—1912)

- Собственный деревянный дом. 23-я линия, 18 (1899; не сохранился)[15];
- Доходный дом С. Д. Шереметева (ремонт). Литейный проспект, 51 (1903)[16];
- Доходный дом Андреевой (перестройка). Набережная реки Фонтанки, 94 (1904)[3][17];
- Доходный дом Ф. Г. Стааля (ремонт). Улица Маяковского, 41 — Улица Рылеева, 6 (1904)[18];
- Здание Волжско-Камского банка (ремонт). Невский проспект, 38 (1904, 1906)[19][20];
- Конкурсный проект дома Гвардейского экономического общества (1907; I премия; совместно с Е. И. Гружевским)[21];
- Дом меблированных комнат А. И. Андреевой. Лиговский проспект, 53 (1911—1912)[3].